# Vesoljni potop
Izraz vesoljni potop označuje poplavo velikih razsežnosti, ki naj bi uničila Zemljo pred več tisoč leti.

## Legende
Najbolj znan opis tega dogodka je svetopisemska zgodba o Noetu in njegovi barki (glej članek Noe), vendar pa to ni edina verzija zgodbe. Vesoljni potop se pojavlja tudi v grški mitologiji (zgodba o Devkalionu), sumersko-babilonski mitologiji (zgodba o Utnapištimu v Epu o Gilgamešu), in še marsikje po svetu.
Tudi Slovenci poznamo svojo zgodbo Vesoljni potop in Kurent. Obstaja več različic. Po starejši legendi preživi vesoljni potop Slovenec, ki je zlezel na steblo ajde. Po tem je bog Kurent ukazal, da so vode odtekle. Zato je Slovenec svojemu bogu obljubil, da bodo on in njegovi potomci vedno ljubili dve rastlini, katerih zaščitnik je Kurent: ajdo in vinsko trto.

## Zgodovinsko in antropološko ozadje
Nekateri arheologi in zgodovinarji verjamejo, da se je vesoljni potop zares zgodil. Tudi nekateri geologi se pridružujejo temu mnenju. Kot vzrok za poplavo velikih razsežnosti pa navajajo najpogosteje velikanski plimski val - cunami, ki bi poplavil ogromna območja kopnega (seveda pa ne čisto vse Zemlje naenkrat). Tak cunami bi bil lahko povezan z izbruhom vulkana na Theri (Santorini) okoli leta 1630-1600 pr. n. št.
Ena od novejših teorij pa navaja dokaze, da se je okoli leta 5600 pr. n. št. voda iz Sredozemskega morja prelila v Črno morje, ki je bilo pred tem suha dolina. Teorijo sta objavila leta 1998 William Ryan in Walter Pitman, geologa z Univerze Columbia.
Več znanstvnikov zagovarja mnenje, da so zgodbe o vesoljnem potopu samo odsev manjših lokalnih poplav, ki jih je bilo po vsem svetu vedno dosti. To bi bilo še posebej mogoče zato, ker je že J.G.Frazer v delu Zlata veja pokazal, da je mit o potopu razširjen pri ljudstvih skoraj po vsem svetu. Najredkejša so pričevanja o vesoljnem potopu v Afriki.
Mircea Eliade meni, da bi bilo »nespametno razlagati tako razširjen mit s pojavi, o katerih nismo našli nobenega geološkega sledu.« Mit o vesoljnem potopu razlaga kot skupno simbolno strukturo ljudstev, ki ima očiščevalno razsežnost. Glavna vzroka za potop sta skoraj vselej človeški grehi in opešanost sveta. V tem smislu je mit o vesoljnem potopu mogoče povezovati z miti o stvarjenju sveta, saj mit o vesoljnem potopu govori o nenehnem prerajanju sveta. Mit o vesoljnem potopu je torej izraz cikličnega razumevanja sveta.

## Pogovorno
V pogovornem jeziku se pogosto uporablja besedo predpotopen v pomenu zelo star - tj. še iz časa pred vesoljnim potopom.